# Tir aux Jeux olympiques intercalaires de 1906

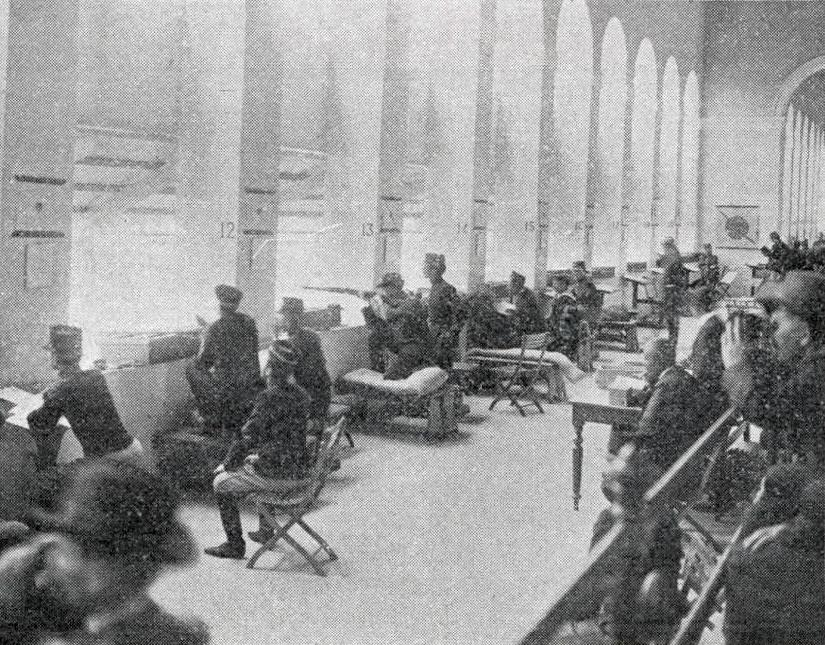
Tir aux Jeux Olympiques intercalaires de 1906 (à Phalère, en mai).

Seize épreuves de tir, toutes masculines, sont disputées lors des Jeux olympiques intercalaires de 1906 organisés à Athènes (à Phalère).

## Tableau des médailles
| Rang | Pays        | Médaille d'or, Jeux olympiques | Médaille d'argent, Jeux olympiques | Médaille de bronze, Jeux olympiques | Total |
| 1    | Suisse      | 5                              | 6                                  | 4                                   | 15    |
| 2    | France      | 4                              | 3                                  | 5                                   | 12    |
| 3    | Norvège     | 3                              | 2                                  | 1                                   | 6     |
| 4    | Grèce       | 2                              | 3                                  | 3                                   | 8     |
| 5    | Royaume-Uni | 2                              | 0                                  | 2                                   | 4     |
| 6    | Suède       | 0                              | 1                                  | 1                                   | 2     |
| 7    | Italie      | 0                              | 1                                  | 0                                   | 1     |

## Podiums
Les médailles d'or, d'argent et de bronze ne sont pas reconnues par le Comité international olympique.
| Épreuves                                  | Or                                | Argent                       | Bronze                            |
| Pistolet feu rapide 25 m                  | Maurice Lecoq (FRA)               | Léon Moreaux (FRA)           | Arisitidis Rangavis               |
| Pistolet 50 m                             | Georgios Orphanidis               | Jean Fouconnier (FRA)        | Aristidis Rangavis                |
| Pistolet 20 m                             | Léon Moreaux (FRA)                | Cesare Liverziani (ITA)      | Maurice Lecoq (FRA)               |
| Pistolet 30 m                             | Konstantinos Skarlatos            | Johan Hübner von Holst (SWE) | Vilhelm Carlberg (SWE)            |
| Carabine libre 3 positions                | Gudbrand Skatteboe (NOR)          | Konrad Stäheli (SUI)         | Jean Reich (SUI)                  |
| Carabine libre, couché                    | Gudbrand Skatteboe (NOR)          | Louis Richardet (SUI)        | Konrad Stäheli (SUI)              |
| Carabine libre, à genoux                  | Konrad Stäheli (SUI)              | Louis Richardet (SUI)        | Marcel Meyer de Stadelhofen (SUI) |
| Carabine libre, debout                    | Gudbrand Skatteboe (NOR)          | Julius Braathe (NOR)         | Albert Helgerud (NOR)             |
| Carabine libre, position libre            | Marcel Meyer de Stadelhofen (SUI) | Konrad Stäheli (SUI)         | Léon Moreaux (FRA)                |
| Carabine libre par équipes                | Suisse                            | Norvège                      | France                            |
| Pistolet militaire 25 m (modèle standard) | Louis Richardet (SUI)             | Alexandros Theofilakis       | Georgios Skotadis                 |
| Pistolet militaire 25 m (modèle 1873)     | Jean Fouconnier (FRA)             | Raoul de Boigne (FRA)        | Hermann Martin (FRA)              |
| Carabine militaire 200 m                  | Léon Moreaux (FRA)                | Louis Richardet (SUI)        | Jean Reich (SUI)                  |
| Carabine militaire 300 m                  | Louis Richardet (SUI)             | Jean Reich (SUI)             | Raoul de Boigne (FRA)             |
| Fosse, tir unique                         | Gerald Merlin (GBR)               | Ioannis Peridis              | Sidney Merlin (GBR)               |
| Fosse, double tir                         | Sidney Merlin (GBR)               | Anastasios Metaxas           | Gerald Merlin (GBR)               |